# Richtlinien für die Anlage von Stadtstraßen
Die Richtlinien für die Anlage von Stadtstraßen (kurz RASt 06) sind ein in Deutschland gültiges technisches Regelwerk und wurden 2007 von der Forschungsgesellschaft für Straßen- und Verkehrswesen in Köln herausgegeben. Sie ersetzte die beiden zuvor gültigen Empfehlungen für die Anlage von Erschließungsstraßen (EAE) und Empfehlungen für die Anlage von Hauptverkehrsstraßen (EAHV). Die RASt 06 ist eingeführt in Bayern, Berlin, Brandenburg, Hessen,Nordrhein-Westfalen und Baden-Württemberg. Sie wird in fast allen anderen Bundesländern zur Anwendung empfohlen.

## Gültigkeit
Die RASt gilt für anbaufreie und angebaute (innerörtliche) Hauptverkehrsstraßen und Erschließungsstraßen gemäß den Richtlinien für integrierte Netzgestaltung (RIN). Landstraßen werden in den Richtlinien für die Anlage von Landstraßen, RAL 2012 behandelt.
Die Vorgaben der RASt sind „aktuelle und spezifische wissenschaftliche Erkenntnisquellen und geben den Stand der Technik wieder“, so das Verwaltungsgericht Braunschweig.

## Inhalt
Die RASt gliedert sich in sieben Abschnitte. Nach einer Einführung in Geltungsbereich und Aufbau der Richtlinien beinhaltet der erste Abschnitt die Ziele und Grundsätze für die Planung und den Entwurf von Stadtstraßen. Diese orientieren sich an der Bewohnbarkeit und Funktionsfähigkeit der Städte und Gemeinden und sollen die unterschiedlichen Nutzungsansprüche der Verkehrsteilnehmer an den Straßenraum berücksichtigen. Der zweite Abschnitt beschreibt die unterschiedlichen Stadtstraßen nach verkehrlichen und städtebaulichen Merkmalen, etwa ihrer Erschließungsfunktion und dem umliegenden Gebietscharakter. Abschnitt drei und vier befassen sich mit der Entwurfsmethodik und den Nutzungsansprüchen an Straßenräume durch den öffentlichen Nahverkehr sowie den fließenden und ruhenden Verkehr mit Kraftfahrzeugen. Abschnitt fünf empfiehlt Lösungen für typische Entwurfssituationen, Abschnitt sechs enthält die einzelnen Entwurfselemente für die bauliche Verkehrsführung, etwa zur Befahrbarkeit und Sicht an Knotenpunkten, die bestimmte Sichtdreiecke erfordert. Abschnitt sieben behandelt die technische Ausstattung und Grün im Straßenraum.